# Hipposideros galeritus
Hipposideros galeritus је сисар из реда слепих мишева.

## Угроженост
Ова врста није угрожена, и наведена је као последња брига јер има широко распрострањење.

## Распрострањење
Ареал врсте покрива средњи број држава. 
Врста је присутна у Индији, Тајланду, Лаосу, Бурми (непотврђено), Вијетнаму, Малезији, Индонезији, Брунеју, Бангладешу, Камбоџи и Шри Ланци.

## Станиште
Станиште врсте су шуме. 
Врста је по висини распрострањена од нивоа мора до 1100 метара надморске висине.